# 2014 FIFAワールドカップ・北中米カリブ海3次予選
このページは、2014 FIFAワールドカップ・北中米カリブ海予選の3次予選の結果をまとめたものである。

## フォーマット
2次予選を突破したグループAからグループCの各組上位2カ国・地域、計6カ国が参加。
競技日程は2013年2月6日に開幕、同年10月15日に最終節が行われた。上位3カ国・地域が本大会に進出、第4位の国・地域は大陸間プレーオフに進出。2014 FIFAワールドカップ・オセアニア3次予選1位のニュージーランドと対戦した。

## 試合日程と結果
| チーム         | 勝点 | 試合 | 勝利 | 引分 | 敗戦 | 得点 | 失点 | 点差 |
| -------------- | ---- | ---- | ---- | ---- | ---- | ---- | ---- | ---- |
| アメリカ合衆国 | 22   | 10   | 7    | 1    | 2    | 15   | 6    | +8   |
| コスタリカ     | 18   | 10   | 5    | 3    | 2    | 13   | 7    | +6   |
| ホンジュラス   | 15   | 10   | 4    | 3    | 3    | 13   | 12   | +1   |
| メキシコ       | 11   | 10   | 2    | 5    | 3    | 7    | 9    | -2   |
| パナマ         | 8    | 10   | 1    | 5    | 4    | 10   | 14   | -4   |
| ジャマイカ     | 5    | 10   | 0    | 5    | 5    | 5    | 13   | -8   |

| チーム  | チーム         | AWAY               | AWAY           | AWAY             | AWAY         | AWAY       | AWAY           |
| チーム  | チーム         | アメリカ合衆国の旗 | コスタリカの旗 | ホンジュラスの旗 | メキシコの旗 | パナマの旗 | ジャマイカの旗 |
| ------- | -------------- | ------------------ | -------------- | ---------------- | ------------ | ---------- | -------------- |
| H O M E | アメリカ合衆国 | X                  | 1-0            | 1-0              | 2-0          | 2-0        | 2-0            |
| H O M E | コスタリカ     | 3-1                | X              | 1-0              | 2-1          | 2-0        | 2-0            |
| H O M E | ホンジュラス   | 2-1                | 1-0            | X                | 2-2          | 2-2        | 2-0            |
| H O M E | メキシコ       | 0-0                | 0-0            | 1-2              | X            | 2-1        | 0-0            |
| H O M E | パナマ         | 2-3                | 2-2            | 2-0              | 0-0          | X          | 0-0            |
| H O M E | ジャマイカ     | 1-2                | 1-1            | 2-2              | 0-1          | 1-1        | X              |

2012年10月19日に6カ国・地域のサッカー協会の代表が集まり、会議を行ったものの合意には至らなかった。 FIFAとCONCACAFは、同年11月7日米国・マイアミビーチにて競技日程に関する抽選会を行った。 
| 2013年2月6日 15:00 (UTC-6) |

| ホンジュラス                      | 2 - 1    | アメリカ合衆国  |
| ガルシア 40分 · ベンクトソン 79分 | レポート | デンプシー 36分 |

| エスタディオ・オリンピコ・メトロポリタノ（サン・ペドロ・スーラ） 観客数: 32,000人 主審: ワルテル・ケサダ |

| 2013年2月6日 21:00 (UTC-5) |

| パナマ                            | 2 - 2    | コスタリカ                  |
| エンリケス 15分 · R.トーレス 27分 | レポート | サボリオ 39分 · ルイス 84分 |

| エスタディオ・ロンメル・フェルナンデス（パナマ市） 観客数: 25,000人 主審: フランシスコ・チャコン |

| 2013年2月6日 20:00 (UTC-6) |

| メキシコ | 0 - 0    | ジャマイカ |
|          | レポート |            |

| エスタディオ・アステカ（メキシコシティ） 観客数: 43,002人 主審: マーク・ガイガー |

| 2013年3月22日 15:05 (UTC-6) |

| ホンジュラス                        | 2 - 2    | メキシコ                |
| コストリー 77分 · ベンクトソン 80分 | レポート | エルナンデス 28分, 54分 |

| エスタディオ・オリンピコ・メトロポリタノ（サン・ペドロ・スーラ） 観客数: 38,500人 主審: コートニー・キャンベル |

| 2013年3月22日 20:30 (UTC-5) |

| ジャマイカ      | 1 - 1    | パナマ          |
| エリオット 24分 | レポート | エンリケス 65分 |

| インディペンデンス・パーク（キングストン） 観客数: 25,000人 主審: エクトル・ロドリゲス |

| 2013年3月22日 20:11 (UTC-6) |

| アメリカ合衆国  | 1 - 0    | コスタリカ |
| デンプシー 16分 | レポート |            |

| ディックス・スポーティング・グッズ・パーク（コマースシティ） 観客数: 19,374人 主審: ホエル・アギラール |

| 2013年3月26日 20:00 (UTC-6) |

| コスタリカ                  | 2 - 0    | ジャマイカ |
| ウマニャ 22分 · カルボ 82分 | レポート |            |

| エスタディオ・ナシオナル・デ・コスタリカ（サンホセ） 観客数: 32,427人 主審: エンリコ・ヴィーンガールド |

| 2013年3月26日 21:00 (UTC-5) |

| パナマ                   | 2 - 0    | ホンジュラス |
| テハダ 2分 · ペレス 75分 | レポート |              |

| エスタディオ・ロンメル・フェルナンデス（パナマ市） 観客数: 18,253人 主審: ジェアー・マルフォ |

| 2013年3月26日 20:30 (UTC-6) |

| メキシコ | 0 - 0    | アメリカ合衆国 |
|          | レポート |                |

| エスタディオ・アステカ（メキシコシティ） 観客数: 85,500人 主審: ワルテル・ロペス |

| 2013年6月4日 20:30 (UTC-5) |

| ジャマイカ | 0 - 1    | メキシコ          |
|            | レポート | デ・ニグリス 48分 |

| インディペンデンス・パーク（キングストン） 観客数: 16,483人 主審: ホエル・アギラール |

| 2013年6月7日 20:30 (UTC-5) |

| ジャマイカ          | 1 - 2    | アメリカ合衆国                          |
| ベックフォード 89分 | レポート | アルティドール 30分 · エヴァンス 90+2分 |

| インディペンデンス・パーク（キングストン） 観客数: 12,130人 主審: ロベルト・モレノ |

| 2013年6月7日 20:00 (UTC-6) |

| コスタリカ      | 1 - 0    | ホンジュラス |
| ミジェール 25分 | レポート |              |

| エスタディオ・ナシオナル・デ・コスタリカ（サンホセ） 観客数: 35,000人 主審: ワルテル・ロペス |

| 2013年6月7日 21:00 (UTC-5) |

| パナマ | 0 - 0    | メキシコ |
|        | レポート |          |

| エスタディオ・ロンメル・フェルナンデス（パナマ市） 観客数: 27,100人 主審: ワルテル・ケサダ |

| 2013年6月11日 19:00 (UTC-5) |

| メキシコ | 0 - 0    | コスタリカ |
|          | レポート |            |

| エスタディオ・アステカ（メキシコシティ） 観客数: 65,753人 主審: マーク・ガイガー |

| 2013年6月11日 19:00 (UTC-6) |

| ホンジュラス                       | 2 - 0    | ジャマイカ |
| O. ガルシア 10分 · エスピノサ 88分 | レポート |            |

| エスタディオ・ティブルシオ・カリアス・アンディーノ（テグシガルパ） 観客数: 29,000人 主審: マルコ・ロドリゲス |

| 2013年6月11日 19:08 (UTC-7) |

| アメリカ合衆国                           | 2 - 0    | パナマ |
| アルティドール 36分 · E. ジョンソン 53分 | レポート |        |

| センチュリーリンク・フィールド（シアトル） 観客数: 40,847人 主審: ロベルト・ガルシア・オロスコ |

| 2013年6月18日 19:06 (UTC-6) |

| アメリカ合衆国      | 1 - 0    | ホンジュラス |
| アルティドール 73分 | レポート |              |

| リオ・ティント・スタジアム（サンディ） 観客数: 20,250人 主審: エンリコ・ヴィーンガールド |

| 2013年6月18日 20:00 (UTC-6) |

| コスタリカ                  | 2 - 0    | パナマ |
| ルイス 47分 · ボルヘス 51分 | レポート |        |

| エスタディオ・ナシオナル・デ・コスタリカ（サンホセ） 観客数: 35,000人 主審: コートニー・キャンベル |

| 2013年9月6日 20:30 (UTC-5) |

| メキシコ     | 1 - 2    | ホンジュラス                        |
| ペラルタ 6分 | レポート | ベンクトソン 64分 · コストリー 66分 |

| エスタディオ・アステカ（メキシコシティ） 観客数: 73,981人 主審: ロベルト・モレノ |

| 2013年9月6日 20:00 (UTC-6) |

| コスタリカ                                     | 3 - 1    | アメリカ合衆国         |
| アコスタ 3分 · ボルヘス 10分 · キャンベル 75分 | レポート | デンプシー 43分 (pen.) |

| エスタディオ・リカルド・サプリサ・アイマ（サンホセ） 観客数: 35,000人 主審: マルコ・ロドリゲス |

| 2013年9月6日 21:00 (UTC-5) |

| パナマ | 0 - 0    | ジャマイカ |
|        | レポート |            |

| エスタディオ・ロンメル・フェルナンデス（パナマ市） 観客数: 20,000人 主審: ワルテル・ロペス |

| 2013年9月10日 19:00 (UTC-5) |

| ジャマイカ          | 1 - 1    | コスタリカ    |
| アンダーソン 90+2分 | レポート | ブレネス 75分 |

| インディペンデンス・パーク（キングストン） 観客数: 6,100人 主審: ジェアー・マルフォ |

| 2013年9月10日 20:11 (UTC-4) |

| アメリカ合衆国                    | 2 - 0    | メキシコ |
| E.ジョンソン 49分 · ドノバン 78分 | レポート |          |

| コロンバス・クルー・スタジアム（コロンバス） 観客数: 24,584人 主審: コートニー・キャンベル |

| 2013年9月10日 19:00 (UTC-6) |

| ホンジュラス                      | 2 - 2    | パナマ                |
| コストリー 27分 · パラシオス 61分 | レポート | G.トーレス 50分, 90分 |

| エスタディオ・オリンピコ・メトロポリタノ（サン・ペドロ・スーラ） 観客数: 26,582人 主審: マーク・ガイガー |

| 2013年10月11日 15:00 (UTC-6) |

| ホンジュラス      | 1 - 0    | コスタリカ |
| ベンクトソン 64分 | レポート |            |

| エスタディオ・オリンピコ・メトロポリタノ（サン・ペドロ・スーラ） 観客数: 38,500人 主審: ジェアー・マルフォ |

| 2013年10月11日 17:36 (UTC-5) |

| アメリカ合衆国                  | 2 - 0    | ジャマイカ |
| ズシ 77分 · アルティドール 80分 | レポート |            |

| スポーティング・パーク（カンザスシティ） 観客数: 18,467人 主審: エルメル・ボニージャ |

| 2013年10月11日 20:30 (UTC-5) |

| メキシコ                      | 2 - 1    | パナマ      |
| ペラルタ 40分 · ヒメネス 85分 | レポート | テハダ 81分 |

| エスタディオ・アステカ（メキシコシティ） 観客数: 90,758人 主審: ホエル・アギラール |

| 2013年10月15日 19:00 (UTC-6) |

| コスタリカ                  | 2 - 1    | メキシコ      |
| ルイス 26分 · サボリオ 64分 | レポート | ペラルタ 29分 |

| エスタディオ・ナシオナル・デ・コスタリカ（サンホセ） 観客数: 35,000人 主審: エンリコ・ヴィーンガールド |

| 2013年10月15日 20:00 (UTC-5) |

| ジャマイカ                              | 2 - 2    | ホンジュラス                     |
| ワトソン 3分 · オースティン 58分 (pen.) | レポート | コストリー 1分 · フィゲロア 33分 |

| インディペンデンス・パーク（キングストン） 観客数: 6,000人 主審: マーク・ガイガー |

| 2013年10月15日 20:00 (UTC-5) |

| パナマ                        | 2 - 3    | アメリカ合衆国                                    |
| G.トーレス 18分 · テハダ 83分 | レポート | オロスコ 64分 · ズシ 90+2分 · ヨーハンソン 90+3分 |

| エスタディオ・ロンメル・フェルナンデス（パナマ市） 観客数: 18,254人 主審: コートニー・キャンベル |